# 6354 Vangelis
6354 Vangelis eller 1934 GA är en asteroid i huvudbältet som upptäcktes 3 april 1934 av den belgiske astronomen Eugène Joseph Delporte i Uccle. Det har fått sitt namn efter den grekiske kompositören Evánghelos Papathanassíou.
Asteroiden har en diameter på ungefär 7 kilometer.